# Гуржі-Мохк
Гуржі-Мохк (рос. Гуржи-Мохк) — село у Ножай-Юртовському районі Чечні Російської Федерації.
Населення становить 826 осіб. Входить до складу муніципального утворення Бенойське сільське поселення.

## Історія
Згідно із законом від 20 лютого 2009 року органом місцевого самоврядування є Бенойське сільське поселення.

## Населення
| 1990 | 2002 | 2010 |
| ---- | ---- | ---- |
| 514  | ↗678 | ↗826 |